# Дан II
Йоан Дан II (на среднобългарски:† Іѡанъ Данъ), наричан още Дан Смели, е войвода на Влашко пет пъти (между 1420 и 1421, между 1421 и 1423, 1423 – 1424, 1426 – 1427 и от 1427 до 1431 г.) като в четири от тези пет пъти е сменен от неговия съперник за трона Раду II Празнаглава. Tой е представител на династията Басараба-Данещи, син на войводата Йоан Дан I и съпругата му Мария. По линия на баща си е внук на войводата Радул (1375-1380) и първта му съпруга Ана и правнук на войводата Никола Александър Басараб (1352-1364). Той е племенник на Мирчо Стари и братовчед на Влад II Дракул.

## Ранни години
През 1386г. Дан I е убит от българският цар Йоан Шишман и е наследен от брат си Мирчо. С това убийство се слага началото на кървавата вражда между двта клона на Басараба - Данещи и Дракулещи, оспорващи си правото да владеят Влашкото воеводство. Дан I и Мария оставят трима сина – Влад, Йоан и Дан, които към онзи момент са малки и нямат претенции към трона на баща си. Най-малкият от братята – Дан, избира да остане лоялен на чичо си Мирчо и остава в двора му. Той се споменава за първи път през 1410 г., когато е изпратен от Мирчо Стари начело на влашки контингент, който воюва на страната на Муса Челеби по време на гражданската война между османските принцове. В Румелия армията на Дан и Муса обсажда Месемврия, след което се обединява с тази на сръбския деспот Стефан Лазаревич и превзема Адрианопол. През май 1410г. Муса завзема Галиполи, но през юни Сюлейман Челеби му нанася поражение в битката при Космидион край Константинопол . Муса и Дан са принудени да бягат във Влахия. На следващта 1411г. отново подкрепян от войксите на Дан, Муса се навлиза в Румелия и повторно завзема Адрианопол, а Сюлейман е убит докато се опитва да избяга. След като установява контрол върху всички османски владения на Балканите, Муса обсажда Константинопол. По време на обсадата  сръбските му васали Стефан Лазаревич и Георги Бранкович го изоставят. Дан II също напуска лагера на Муса и преминава на страната на император Мануил II.

## Борба за трона
След смъртта на Мирчо през 1418г. на трона на Влахия се възкачва неговия първороден син и наследник – Михаил I. Подкрепата, която оказва Михаил на Унгарското кралство срещу османците през 1419 г.разгневява султан Мехмед I и е причина за нахлуването на османските войски във Влашко. Мехмед I превзема няколко крепости, сред и задължава Михаил да му изплати неиздължения ежегоден данък за трите предходни години. Също така влашкият войвода е принуден да изпрати като заложници в Константинопол двамата си сина Михаил и Радул. След като Михаил I не успява да събере цялата необходима сума, за да спази този договор в началото на 1420г. султанът подпомага с военен контингент неговия братовчед и съперник Дан II, който нахлува във Влахия и убива Михаил. През август същата година, Дан е свален от другия си братовчед Раду II Празнаглава и е принуден да се завърне в Румелия. През 1422 г. Дан напуска Константинопол с кораб, осигурен от императора и присига в крепостта Белгород, където е чакан от негови верни боляри. Този път с подкрепата на Унгария и помощта на армия от трансилвански и български наемници успява да свали братовчед си и идва отново на власт. В следващите пет години Дан и Раду водят междуособна война помежду си.

## С Фружин и Сколари
Още през 1423г. Дан моли за помощ император Сигизмунд, който изпраща във Влахия своя генерал Филипо Сколари, за да прогони Раду Празнаглава, който се ползва от подкрепата на турците. През 1425 г. Сколари, Дан II и българският принц Фружин минават Дунава, разбиват османците при Ветрен и превземат за кратко Силистра. Отблъснати са от турската армия на Фирус бег. Същата година Сколари отново разбива турците край Видин, но не успява да задържи града. През следвашата 1426г. Сколари получава сърдечен удар по време на битка и по-късно умира в именито Липа на приятеля си Фружин.
През януари 1427г. император Сигизмунд отново изпраща унгарски войски в помощ на своя васал – Дан II. Начело на армията са трансилванския войвода Никола Цаки, Йоан Мароти и Владислав Благай. С тях е и малък контингент от португалски кръстоносци под командата на инфанта дон Педро де Коимбра. Целта на кампанията е да бъде свален Раду II, който се ползва с османска подкрепа. Военните действия са успешни, като Дан сваля Раду II от престола за последен път, отново побеждава османците в битка и превзема крепостта Гюргево. По всяка вероятност Дан II е убил братовчед си Раду по време или след тази битка, тъй като последният изчезва от историческите записи след това.

## Обсада на Голубац
В началото на 1428г., Сигизмунд Люксембургски организира голяма християнска армия от 25 000 унгарска пехота, 6000 влашки конници, водени от Дан II , 500 полски и литовски рицари изпратени от княз Витолд, 200 италинаски арбалетичци, артилерия и кораби, с които обсажда османската крепост Голубац в Сърбия. Обединените унгарски, влашки и полско-литовски войки, водени лично от Сигизмунд, Дан и полският рицар Завиша Черни атакуват крепостта, прехвърляйки се на десния бряг на река Дунав. След пристигането на османската армия под командата на султан Мурад II, християнските войски понасят тежко поражение и се оттеглят към банатския бряг на река Дунав. По време на отстъплението Дан е пленен от турците, а полският рицар Завиша Черни е загива геройски, прикривайки отстъплението на на унгарския крал.
След поражението през 1428 г. Дан II е принуден да се признае за османски васал и и да възобнови плащането на данък. Това довежда до охлаждане на отношенията с Унгария. 
През 1429 г., Дан II атакува крепостта Килия, но е разбит от армията на молдовския войвода  Александър Добрия. На следващата година Дан отново не успява да превземе Килия. .През юни 1431г. той е свален от власт от сина на Мирчо - Александър, който нахлува във Влашко с военна подкрепа от Александър Добрия. През същата година Дан II умира в борба за трона.

## Семейство
Дан II има трима сина: Басараб II, Владислав II и Дан III. 
- Владислав II убива Влад II Дракул в блатата край Илфов през декември 1447 г. и след това подпомогнат от Янош Хуняди заема влашкия трон. На 20 август 1456 г. Влад Цепеш убива Владислав II и застава на чело на Влахия.
- Басараб II е екзекутиран от Влад Цепеш, който по време на второто си управление арестува всички нелоялни боляри и ги наказва. По негова заповед Басараб II е погребан жив.
- Дан III Претендента. След смъртта на брат си Владислав се опитва да вземе властта във Влахия, но е разбит при Рукер и пленен. Принуден от Влад Цепеш сам да изкопае гроба си, след което е обезглавен.